# Вэй Хуацунь
Вэй Хуацу́нь (кит. трад. 魏華存, упр. 魏华存, пиньинь Wèi Huācún, палл. Вэй Хуацунь) (252–334) — основательница даосской школы Шанцин, известная под именем Сяньань (贤安).

## Биография
Вэй Хуацунь родилась в 252 году в Фаньи в уезде Жэньчэн (сейчас это место находится на территории уезда Вэйшань городского округа Цзинин провинции Шаньдун). Её отец Вэй Шу (魏舒) был правительственным чиновником. С раннего возраста она проявляла интерес к классическим даосским сочинениям — Даодэцзин и Чжуан-цзы, и практиковала дао.
В 24 года по настоянию родителей она вышла замуж за Люй Вэня (刘文) против своей воли, и родила двух сыновей Люй Пу (刘璞) и Люй Ся (刘瑕). Когда дети выросли, она вернулась к практик даосизма. Она вошла в духовенство Школы Небесных Наставников и исполняла должность приготовителя и распределителя эликсиров (цзицзю — административная должность).
Согласно жизнеописаниям школы Шанцин, она была настолько предана дао, что вошла в контакты с бессмертными. В 288 году ей посетили Ван Бао (王褒) — даос и поэт эпохи Хань, и мистик Цзинлинь Чжэнжэнь (景林.真人). От небожителей она получила 31 том даосских текстов, которые вошли позже в основу школы Шанцин. Среди этих текстов был также Хуантинцзин (黄庭经) — канон Жёлтого Двора, посвящённый практике визуализации духов цуньсян. Экстатическим медитационным состояниям и работе с энергиями уделялось значительно больше внимания, чем травам и медикаментам.
В 318 году после смерти её мужа в провинции Хэнань назревал мятеж, и она с сыновьями направилась на юг. Сыновья были призваны воевать против мятежников, а она направилась на гору Хэншань (Хунань) (衡山), где вела отшельнический образ жизни. Согласно традиции, она воспарила со скалы и стала бессмертной.
Через тридцать лет после её ухода её ученик Ян Си создал школу Шанцин как религиозную организацию на горе Маошань, и Вэй Хуацунь была признана первым матриархом этой школы, получившая статус бессмертных, от которой адепты получали откровения.